# Jean VIII Paléologue
Pour les articles homonymes, voir Jean VIII et Jean Paléologue.
Jean VIII Paléologue (en grec : Ιωάννης Ηʹ Παλαιολόγος), né le 16 décembre 1392 à Constantinople, et mort le 31 octobre 1448 dans la même ville, est un empereur byzantin de 1425 à 1448, fils de Manuel II Paléologue, empereur byzantin, et d'Hélène Dragaš. D'abord régent pour le compte de son père vieillissant, il se heurte bien vite à la puissance ottomane renaissante et subit un siège à Constantinople avant de devoir se rendre une première fois en Europe pour tenter, vainement, d'obtenir des renforts. En 1425, à la mort de Manuel II, il prend seul le contrôle de l'Empire alors vacillant et tente de parer au risque de plus en plus aigu de sa disparition. Il essaie en particulier de renforcer le despotat de Morée, province encore prospère, en aidant ses frères, notamment Constantin, à éliminer la présence latine dans la région. Il se met aussi au service d'une politique d'union avec la papauté, qui seule paraît en mesure d'inciter les puissances chrétiennes à venir au secours de Constantinople. Pour cela, il s'illustre par son déplacement au concile de Florence en 1438-1439, marchant sur les traces de son père qui s'est déjà lancé dans un voyage diplomatique à l'aube du XVe siècle. S'il contribue à alimenter la passion renaissante de l'Italie et de l'Europe occidentale pour la culture grecque antique, il ne parvient guère à provoquer de soutiens concrets pour la cause de son Empire et se heurte à une opinion et à un clergé byzantins largement hostiles aux concessions demandées par la papauté. Les dernières années de son règne sont marquées par l'échec d'une tentative de croisade à la bataille de Varna et par l'affirmation de la puissance ottomane, capable notamment d'annihiler tout espoir de reconquête depuis la Morée en 1444. Quand il meurt en 1448, sans descendance, son frère Constantin XI lui succède. Quelques années plus tard, Constantinople tombe et l'Empire byzantin disparaît.

## Régent sous Manuel II (1421-1425)
Jean VIII est l'aîné des nombreux fils de Manuel II Paléologue et de Hélène Dragaš, une princesse serbe. Il naît en 1392 et devient rapidement le successeur désigné de Manuel II. Aux côtés de ses frères les plus proches en âge, dont Théodore, Andronic et Constantin (mort jeune, il ne s'agit pas du futur Constantin XI), il voit son éducation confiée à Théodore Kaukadénos. Il semble particulièrement versé dans la culture classique, d'autant que son père est connu pour son goût pour la culture, laissant notamment plusieurs écrits à destination de Jean pour le conseiller dans les affaires du gouvernement. Isidore de Kiev loue particulièrement la finesse des connaissances de Manuel et de Jean, sans savoir où commence la flatterie et où s'arrête la réalité. De même, il reconnaît ses talents martiaux, tant sur terre que sur mer et le décrit comme un amateur d'équitation et de chasse, ce qui est classique pour un dirigeant tel que lui.

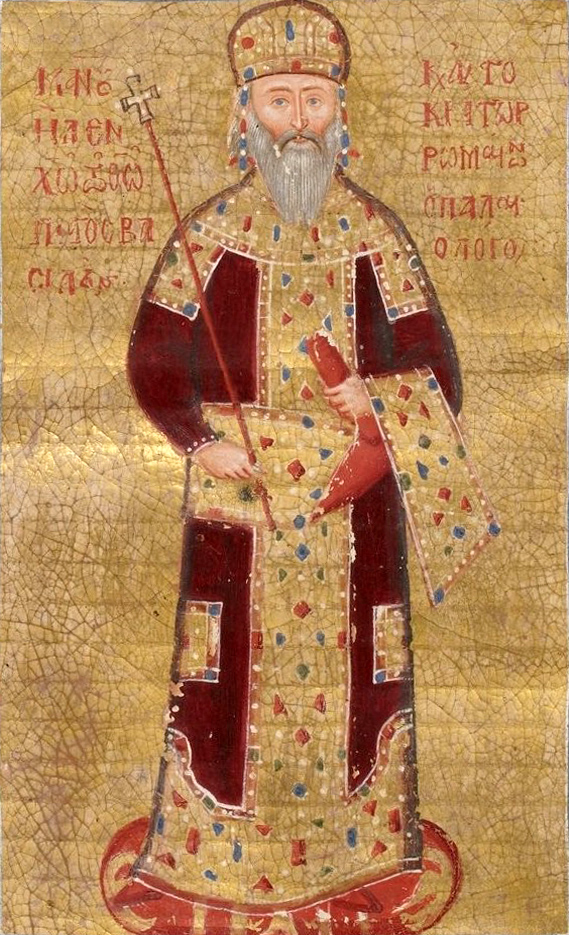
Manuel II Paléologue, enluminure du début du XVe siècle tirée de l’Oraison funèbre de Théodore I Paléologue, BnF, ms. sup. gr. 309.

Rapidement, il se voit confier la régence à Constantinople pendant le voyage de son père Manuel II Paléologue à Thessalonique et dans le Péloponnèse entre 1414 et 1416. Ensuite, gouverneur de Thessalonique, il reçoit dans les murs de la cité le prince ottoman Mustafa Çelebi, révolté contre son frère, le sultan Mehmed Ier et vaincu par lui ; à la suite de cette défaite, Mustafa est interné par les Byzantins sur l'île de Lemnos. Il s'intéresse de près au gouvernement de la région et prend plusieurs actes à propos des monastères du Mont Athos. Quand il quitte la ville, il laisse sa direction à Andronic Paléologue, l'un de ses frères. Il se rend alors dès 1417 en Morée, aux côtés de son autre frère, Théodore II Paléologue, pour combattre les seigneurs latins toujours dans la région. La principauté d'Achaïe déclinante, contrôle encore quelques territoires dans la péninsule et les deux frères s'emparent de Kalamata avant de restaurer l'Hexamilion, au prix, semble-t-il, d'une pression fiscale accrue. Dès septembre 1417, Jean Paléologue peut rentrer à Constantinople. 
Au début de l'année 1421, Manuel II, vieillissant, décide de faire couronner son fils Jean comme co-empereur pour préparer au mieux la succession. Jean VIII semble alors partisan d'une ligne plus dure envers les Ottomans, comme d'autres aristocrates de la cour qui estiment que Manuel a fait trop de concessions. Si le vieux dirigeant parvient encore à faire triompher ses vues et à accorder une escorte maritime à Mehmed Ier quand celui-ci demande à traverser le Bosphore, sa mort, qui intervient juste après, place l'Empire byzantin dans une situation nouvelle. Comme souvent, la succession au poste de sultan se joue entre différents candidats, en l'occurrence Mustafa Çelebi et le futur Mourad II. Si Manuel est partisan du second, favori au sein de la cour ottomane, Jean VIII préfère Mustafa, espérant un accord fructueux en cas de succès car Mustafa est alors détenu au sein de l'Empire byzantin. Il renoue avec la diplomatie byzantine d'après 1402 qui vise à « diviser pour mieux régner », espérant peut-être une partition de l'Empire ottoman. Quoi qu'il en soit, il le fait transporter de Lemnos à Gallipoli et Mustafa parvient un temps à gagner la partie européenne de l'Empire à sa cause. Mais quand il se rend en Asie Mineure, il est vaincu à Brousse par Mourad avant d'être mis à mort après une brève fuite. Pour Jean VIII, c'est un camouflet qui expose gravement l'Empire à un Mourad II vengeur. Ce dernier décide alors de mettre le siège devant Constantinople.
Manuel II, de moins en moins capable de gouverner, délègue la défense de la cité à Jean VIII. Ce dernier profite de l'absence de marine ottomane pour concentrer ses forces sur les murailles terrestres, suffisamment solides pour tenir les Ottomans en respect. Jean Kananos, qui a livré un récit détaillé du siège, loue l'action de Jean VIII dans le succès byzantin, notamment lors de l'assaut décisif du 24 août 1422. Cependant, il semble que Manuel II contribue aussi à la victoire sur un plan diplomatique, en menaçant de soutenir un autre prétendant au trône ottoman, en l'occurrence Küçük Mustafa, qui vient de se soulever en Anatolie. Mourad II aurait alors été contraint de concentrer ses efforts contre cette nouvelle sédition et, en septembre, il abandonne le siège de Constantinople. Néanmoins, dans le même temps, il a aussi mis le siège devant Thessalonique, deuxième cité de l'Empire reprise par les Byzantins en 1402. Rapidement, ces derniers doivent céder la ville aux Vénitiens, mieux à même d'en assurer la défense, ce qui représente une perte d'importance. Par ailleurs, Jean VIII est contraint d'entamer un voyage en Occident pour tenter de susciter des renforts, d'abord à Venise, qui craint pour ses possessions méditerranéennes mais rechigne à un effort d'importance sans l'intervention d'autres puissances et le royaume de Hongrie, lui aussi menacé mais en froid avec la Sérenissime République. 
Dans l'intervalle, si Manuel II est toujours en vie, le pouvoir est confié aussi à Constantin Paléologue, frère cadet de Jean VIII. Un accord est négocié avec Mourad II qui entérine des pertes territoriales mais assure une paix au moins précaire aux Byzantins, ce qui compense partiellement l'absence de toute perspective d'intervention des puissances chrétiennes quand Jean VIII revient à Constantinople le 1er novembre 1424. Quelques mois plus tard, le 21 juillet 1425, Manuel meurt et Jean VIII devient seul empereur d'un Empire qui a perdu la plupart des territoires récupérés à la suite de la crise ottomane provoquée par la bataille d'Ankara en 1402. Si les Byzantins tiennent encore l'essentiel du Péloponnèse au travers du despotat de Morée et quelques îles égéennes comme Lemnos, ils ne contrôlent plus que les alentours directs de Constantinople dont une bande côtière sur la mer Noire comprenant notamment Anchialos et Messembrie. A nouveau, ils se retrouvent à la merci des Ottomans et la quête d'une survie espérée de l'Empire devient le principal objectif du règne de Jean VIII.

## Le règne
Comme souverain, Jean VIII doit composer avec ses nombreux frères, qui se répartissent tant bien que mal les lambeaux de l'Empire. Constantin gouverne Messembrie et Anchialos, tandis que le despotat de Morée est dirigé par Théodore II Paléologue, qui exprime rapidement une grande lassitude face à la charge du gouvernement. Il est secondé par Thomas Paléologue, tandis qu'Andronic Paléologue, qui a cédé Thessalonique dont il était gouverneur, il a aussi rejoint la péninsule pour embrasser la vie monastique. Enfin, Démétrios Paléologue, le plus jeune fils de Manuel II et, à bien des égards, le plus turbulent, ne détient aucune responsabilité particulière mais se montre rapidement avide d'en obtenir. Dans tous les cas, c'est bien la Morée qui constitue la province la plus dynamique de l'Empire, animée notamment d'une vie intellectuelle intense, incarnée par Gémiste Pléthon. Celui-ci a notamment proposé tout un programme de rénovation politique et sociale du gouvernement de la Morée à Manuel II et Théodore II. 

### La consolidation du despotat de Morée
Théodore II Paléologue ayant exprimé le désir de se retirer dans un monastère, Jean VIII décide de redistribuer les cartes entre les frères : faire de Constantin XI Paléologue le despote de Morée, et attribuer Messembrie à son autre frère Démétrios Paléologue. Jean VIII et Constantin XI se rendent dans le Péloponnèse à l'automne 1426, mais entre-temps Théodore II a changé d'avis. Les frères Paléologue attaquent la ville de Glarentza, qui appartient à Carlo Ier Tocco, comte palatin de Céphalonie et Zante, et au début 1427 ils défont ce dernier dans une bataille navale des Îles Échinades. Tocco abandonne à Constantin XI la portion du Péloponnèse qu'il contrôle et lui donne la main de sa fille ; Jean VIII y ajoute la partie ouest du domaine de Théodore II. Il découpe d'autre part un petit territoire dans le nord de la péninsule pour le plus jeune de ses frères, Thomas Paléologue. Au-delà de ce partage, l'empereur édicte plusieurs chrysobulles qui confient notamment la propriété de quelques villages à Gemiste Pléthon ou un autre qui affirme l'autorité du métropolite de Monemvasie sur plusieurs évêchés locaux, avant de rentrer à Constantinople avant le début de l'année 1429. Sur le trajet, il semble s'arrêter au Mont Athos puisqu'il est l'auteur d'un acte fusionnant deux couvents vers cette époque et il se pourrait aussi qu'il ait cédé Samothrace à la famille génoise des Gattilusio, attestés sur l'île en 1431. 
Par la suite, Théodore II finit par se retirer en 1443 et c'est Constantin ainsi que Thomas qui se partagent la gestion de la province, qu'ils tentent de consolider. Plus encore, Constantin lance une conquête du duché d'Athènes qui permet un temps aux Byzantins de reprendre pied en Grèce centrale mais, bien vite, Mourad II lève une grande armée qui perce l'Hexamilion, ravage la péninsule et réduit les despotes au statut de vassal. Quand Jean VIII meurt en 1448, le despotat de Morée n'a plus guère les moyens de soutenir Constantinople en cas d'assaut ottoman.

### L'union des églises

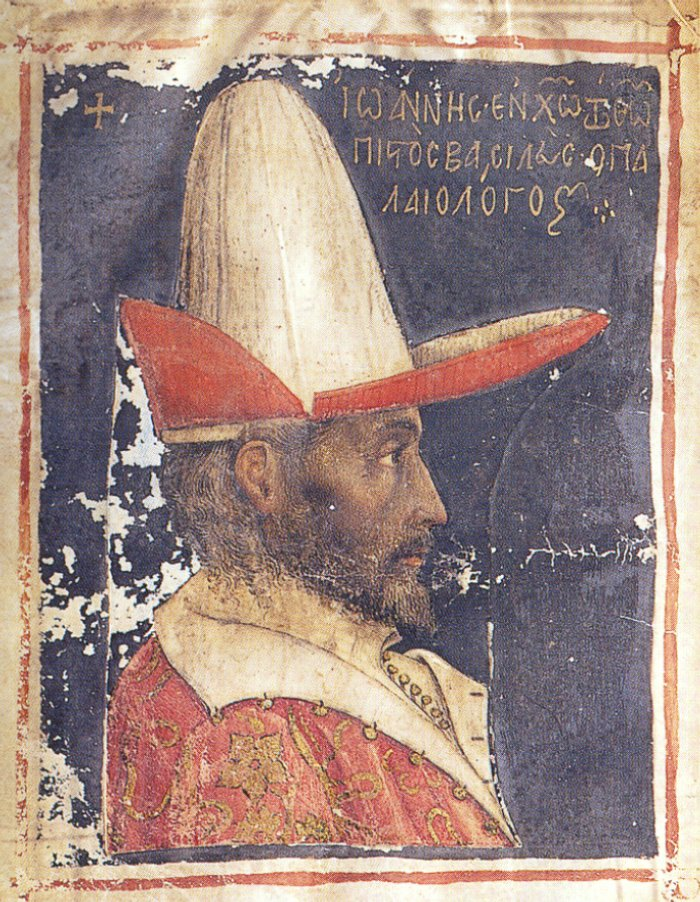
Portrait de Jean VIII, issu d'un manuscrit du monastère Sainte-Catherine du Sinaï.

Le 26 mars 1430, les Ottomans s'emparent de Thessalonique après un siège de plus de sept ans. Si la ville a été cédée à Venise, sa perte constitue néanmoins un sérieux avertissement pour Jean VIII ; ce succès est amplifié par la conquête ottomane de Ioannina. Jean VIII tente de forger des alliances avec le royaume de Hongrie et le despotat de Serbie, conduit par Đurađ Branković. La même année, Jean VIII parvient à un accord avec le pape Martin V pour la convocation d'un concile œcuménique où se négocierait la réunification des Églises. Cet objectif est devenu central dans la politique étrangère byzantine depuis Michel VIII Paléologue, d'abord pour prévenir l'éventualité d'une croisade contre les Byzantins puis pour susciter une coalition chrétienne contre les Ottomans. Pour autant, cela nécessite de régler les divergences théologiques accumulées depuis plusieurs siècles. Martin V est plutôt ouvert et s'engage à permettre le voyage d'une importante délégation de religieux orthodoxes pour discuter du principe de l'union des Églises. Le concile se réunit d'abord à Bâle en 1431 mais la mort prématurée de Martin V complique la donne. Son successeur, Eugène IV, est bien moins accommodant, d'autant que se fait un jour un conflit théologique au sein de l'Église catholique, à propos du conciliarisme, c'est-à-dire du principe de supériorité du concile sur le pape, ce que rejette ce dernier qui veut réunir le concile en Italie, près de Rome. Les Byzantins sont peu concernés par ce sujet mais pour les partisans du conciliarisme, ils peuvent constituer des alliés contre des prétentions trop grandes de la part du pape. Jean VIII est alors contacté tant par Eugène IV que par les membres du concile, se trouvant donc engagé par-devers lui dans cette controverse. S'engage alors un jeu complexe d'ambassades multiples. Jean VIII finit par envoyer trois délégués, dont son frère Démétrios, auprès des cardinaux à Bâle en 1433. A certains égards, la position des conciliaristes est susceptible de l'intéresser car la primauté du pape constitue un point d'achoppement des relations entre Rome et Constantinople. Néanmoins, il n'abandonne pas tout contact avec Rome qui envoie à son tour un ambassadeur auprès de Jean VIII, en la personne du cardinal Garatoni. Peu après, ce sont les conciliaristes qui mandent un des leurs, Jean de Raguse, devant le souverain byzantin en 1435-1436 mais les Byzantins refusent de déplacer le concile à Avignon. Au travers de cet imbroglio, Jean VIII tente aussi de négocier des conditions plus favorables pour l'union mais aussi d'obtenir des moyens supplémentaires à tout déplacement à venir en Italie pour participer au concile.
Finalement, le pape obtient gain de cause et rapatrie le concile à Ferrare en 1437. Les Byzantins acceptent, en dépit de leur espoir de convoquer le concile à Constantinople. Plusieurs raisons l'expliquent. D'abord, ils ont une préférence pour un concile en Italie plutôt qu'à Bâle ou Avignon, jugés trop éloignés. En outre, les conciliaires ont fait preuve d'une certaine maladresse en qualifiant les Byzantins d'hérétiques. Enfin, l'empereur tient à la présence du pape pour légitimer tout accord. En septembre, le pape envoie une flotte assurer le transport de Jean VIII en Italie, sous escorte vénitienne. Après avoir refusé une dernière avance des participants restés à Bâle, Jean VIII embarque avec une ambassade d'ampleur exceptionnelle, composée de nombreux religieux mais aussi d'intellectuels et de membres de la cour byzantine. Il est notamment accompagné du patriarche de Constantinople, Joseph II et de représentants des patriarcats orientaux. Parmi les grandes figurent qui partent avec l'empereur, Bessarion, métropolite de Nicée, est l'un des plus en vue et a déjà des contacts avec des lettrés italiens, dans un contexte de retour en grâce de la culture antique. Jean VIII est accompagné de son frère Démétrios, dont il souhaite peut-être l'éloigner de Constantinople le temps de son absence car il connaît ses ambitions. Gémiste Pléthon est aussi du voyage, ainsi qu'Isidore de Kiev, qui représente l'Eglise russe et Gennade Scholarios. Si certains sont sceptiques à l'égard de l'union des Eglises, le climat est dans l'ensemble plus favorable que lors du concile de Lyon 150 ans plus tôt, peut-être en raison de l'urgence de la situation mais aussi d'une compréhension plus grande entre le monde grec et le monde latin, dont les échanges culturels se sont accrus depuis quelques décennies. A Constantinople, c'est de nouveau Constantin Paléologue qui assure la régence, tandis que Jean VIII prend le soin de prévenir Mourad II de son entreprise.

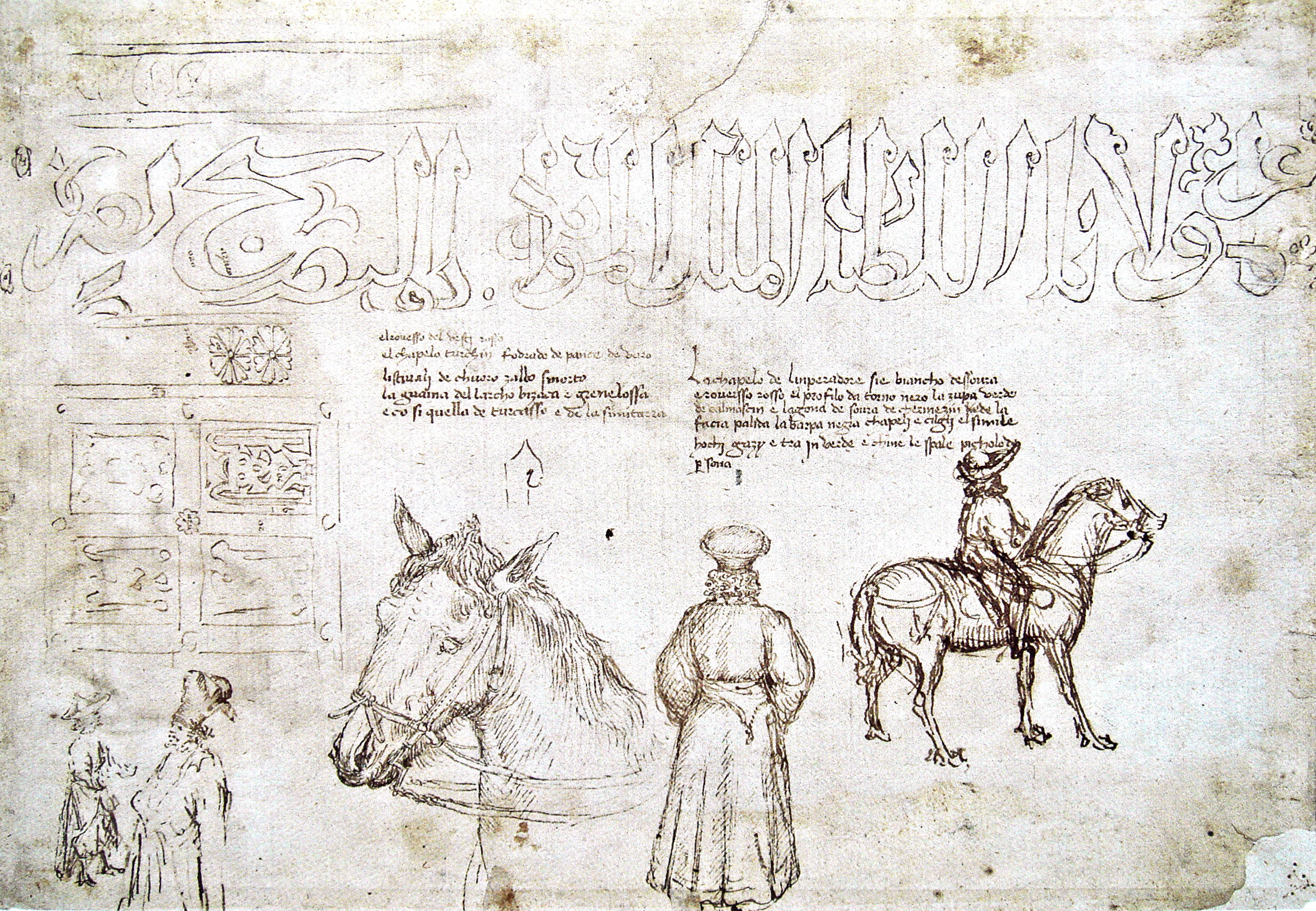
Dessin de Jean VIII Paléologue au concile de Florence par Pisanello.

Le concile de Florence est ouvert le 8 janvier 1438 tandis que Jean VIII débarque quelques semaines plus tard à Venise, où il reçoit un accueil triomphal. De façon générale, la délégation byzantine est l'objet d'une grande curiosité et suscite une certaine effervescence. L'empereur se rend ensuite à Ferrare début mars, pour constater que les débats peinent à avancer. Le pape souhaite attendre l'arrivée des délégués de Bâle et d'autres puissances occidentales qui renâclent. L'absence de ces dernières est un motif d'inquiétude pour Jean VIII, qui caresse l'espoir de l'organisation rapide d'une croisade. En outre, la délégation du duc de Bourgogne, Philippe le Bon, fait preuve de condescendance à l'égard de l'empereur qui le prend mal. Finalement, c'est seulement le 8 octobre que les débats s'ouvrent véritablement.
Rapidement, les discussions s'animent et les sujets de dissensions apparaissent vite. Certains délégués orientaux comme Marc d'Éphèse s'affirment comme de farouches partisans de l'orthodoxie et se montrent opposés à toute forme de concession. Il critique ainsi vivement la double procession du Saint-Esprit et Jean VIII est une fois contraint d'intervenir pour éviter qu'il n'entraîne une rupture avec le pape. L'arrivée d'une épidémie de peste n'arrange rien et Eugène IV décide du transfert du concile à Florence en janvier 1439, ce qui s'explique aussi par le coût devenu exorbitant d'un concile qui s'éternise et que les Médicis acceptent de prendre en charge. En dépit de ces retards successifs, Jean VIII peut constater que le parti de l'union commence à s'imposer dans ses rangs, même si Marc d'Ephèse continue à se montrer intraitable. Pour accélérer les choses, l'empereur et le pape décident de passer de discussions publiques à des réunions privées entre les délégués occidentaux et les délégués orientaux, en ne sélectionnant que les partisans de l'union, pour aboutir à des solutions consensuelles qui peuvent ensuite être entérinées par le concile. Le 30 mars 1439, date de l'annonce de cette décision, Jean VIII parvient à réduire au silence les opposants de l'union et, en juin, Bessarion parvient à faire adopter un texte commun sur la double procession. Les autres divergences théologiques sont plus rapidement réglées, même si Jean VIII se montre plus opiniâtre sur la question de la primauté papale. Bessarion réussit à nouveau à trouver un consensus, en reconnaissant l'autorité suprême du pape, sauf en matière de droits et privilèges de l'Église d'Orient. Le 6 juillet 1439, l'union est officiellement proclamée dans la Cathédrale Santa Maria del Fiore. Jean VIII continue de participer à quelques réunions jusqu'en août, avant de rejoindre Venise pour rentrer à Constantinople, qu'il atteint le 1er février 1440.
Sur bien des points, le concile de Florence semble un succès. L'empereur est parvenu à obtenir l'union, certes au prix de certaines concessions mais dans un climat de relative compréhension mutuelle entre catholiques et orthodoxes. Si les représentants d'autres Eglises orientales continuent de négocier, la plupart parviennent à un accord dans les années qui suivent. Mais dès son retour, Jean VIII se heurte à l'opposition manifeste d'une large partie du clergé et de la population, qui lui reprochent ce qui apparaît comme une capitulation. La mort de Joseph II lors du concile fragilise aussi Jean VIII qui peine à lui trouver un successeur. Métrophane II de Constantinople, nommé en mai 1440, est immédiatement contesté. Si Gémiste Pléthon n'a jamais admis le principe de l'union, de même que Marc d'Éphèse, d'autres personnalités changent d'avis comme Gennade Scholarios tandis que Isidore de Kiev, rentré en Russie, est vivement contesté. Bessarion, cheville ouvrière de l'union, est critiqué quand il apparaît qu'il a été élevé au rang de cardinal. Pour une partie de l'opinion, il a vendu sa foi au profit de ce titre et Bessarion finit par s'exiler en Italie. Plus largement, les raisons politiques qui ont largement présidé au rapprochement avec les catholiques sont rejetées. Jean VIII lui-même montre peu d'empressement à faire ratifier l'union, d'autant qu'il est fortement attristé par la mort de sa femme, qu'il apprend à son retour et à qui il voue une profonde affection. Privé un temps de patriarche, il est aussi en butte à une opposition venant de sa propre famille. 
Démétrios Paléologue, le frère de l'empereur, depuis son apanage de Messembrie, se fait le porte-voix des opposants à l'Union. En 1442, il s'entend avec les Ottomans et assiège Constantinople avec des troupes qui lui ont été confiées par le sultan. Mais l'entreprise échoue, personne dans la capitale ne pousse l'opposition à l'Union jusqu'à trahir l'empereur, et Démétrios est mis aux arrêts. En définitive, si le concile de Florence a constitué une véritable occasion de dialogue entre les deux pôles de la chrétienté, ce qui n'était plus intervenu depuis plusieurs siècles, il met surtout en lumière l'importance du fossé qui s'est peu à peu creusé entre Rome, Constantinople et l'ensemble des Églises orientales.
La croisade promise par le pape Eugène IV est prête en 1444 : une flotte quitte Venise pour se diriger vers l'Hellespont, et une armée chrétienne de vingt mille hommes, commandée par le roi hongrois Ladislas III Jagellon, quitte Buda pendant l'été. Le désastre de Varna, le 10 novembre 1444, où le roi Ladislas III est tué, met un terme à l'expédition. La résistance chrétienne dans les Balkans se poursuit, dirigée par Jean Hunyadi, régent de Hongrie, dans le Nord, et par Constantin XI Paléologue, qui envahit la Thessalie au printemps 1445, dans le Sud, mais en 1446 les Vénitiens concluent une trêve avec le sultan ottoman et retirent leur flotte.
Pendant l'année 1447, le sultan Mourad II rétablit sa domination en Grèce. Jean VIII Paléologue meurt quelques jours après une nouvelle défaite de Jean Hunyadi face au sultan, la bataille de Kosovo de 1448, dans une situation totalement désespérée.

## Pratique du pouvoir
Durant son règne, Jean VIII est confronté à l'inévitable déclin territorial d'un Empire aux dimensions exiguës et aux territoires épars. 
Il s'appuie beaucoup sur ses frères, nombreux, pour administrer les parcelles de son État, qui semble parfois trop petit pour satisfaire toutes les ambitions. A cet égard, la révolte de Démétrios en 1442 est significative, de même que la cohabitation parfois complexe entre Théodore, Constantin et Thomas dans le despotat de Morée. 
Si les historiens ont régulièrement vu dans l'Empire finissant une tendance à la désagrégation de l'autorité publique et l'apparition de pouvoirs régionaux indépendants de fait de Constantinople, d'autres études sont plus modérées. Raul Estangui-Gomez constate que l'empereur garde le contrôle des décisions importantes, y compris en Morée, comme en témoigne le passage de Jean VIII dans la péninsule en 1427-1428.

## Historiographie
Jean VIII Paléologue a laissé de lui une image contrastée. En partie rejeté par son soutien farouche à l'impopulaire union des Eglises, il est au contraire célébré par Isidore de Kiev pour les mêmes raisons. Les historiens modernes lui reconnaissent généralement quelques qualités mais notent surtout qu'il est dépassé par l'état de plus en plus catastrophique de son Empire. 
A cet égard, Louis Bréhier écrit « qu'il avait lutté avec courage pour sauver Byzance, mais il avait été débordé par les événements, avait vu échouer tous ses plans et laissait à son successeur une situation tragique ». 
Donald MacGillivray Nicol affirme qu'il n'a pas su imprimer sa marque sur les événements et qu'il n'est ni un bon empereur, ni un bon administrateur, cette dernière qualité étant devenue primordiale aux yeux de Manuel II Paléologue pour conduire aux destinées d'un Empire affaibli. 
Steven Runciman soutient l'image d'un empereur malheureux, qui consacre toute son énergie à sauver son Empire et qui voit arriver la mort comme une délivrance.

## Famille
Il se maria trois fois, sans avoir d'enfant :
1. en 1409 avec Anne de Moscou (1393-1417), fille de Vassili Ier Dmitrievitch, grand prince de Moscou.
2. en 1421 avec Sophie de Montferrat (1399-1434), fille de Théodore II de Montferrat, marquis de Montferrat. Ils se séparent en 1426.
3. en 1427 avec Marie de Trébizonde (morte en 1439), fille d'Alexis IV de Trébizonde.